# Hingley Point
Hingley Point – przylądek (point) w kanadyjskiej prowincji Nowa Szkocja, w hrabstwie Colchester (45°44′41″N, 63°15′57″W), wysunięty w zatokę Barrachois Harbour, na jej zachodnim brzegu; nazwa urzędowo zatwierdzona 26 marca 1976.